# Fissidens capriviensis
Fissidens capriviensis là một loài Rêu trong họ Fissidentaceae. Loài này được Magill mô tả khoa học đầu tiên năm 1981.